# Estação Shippō

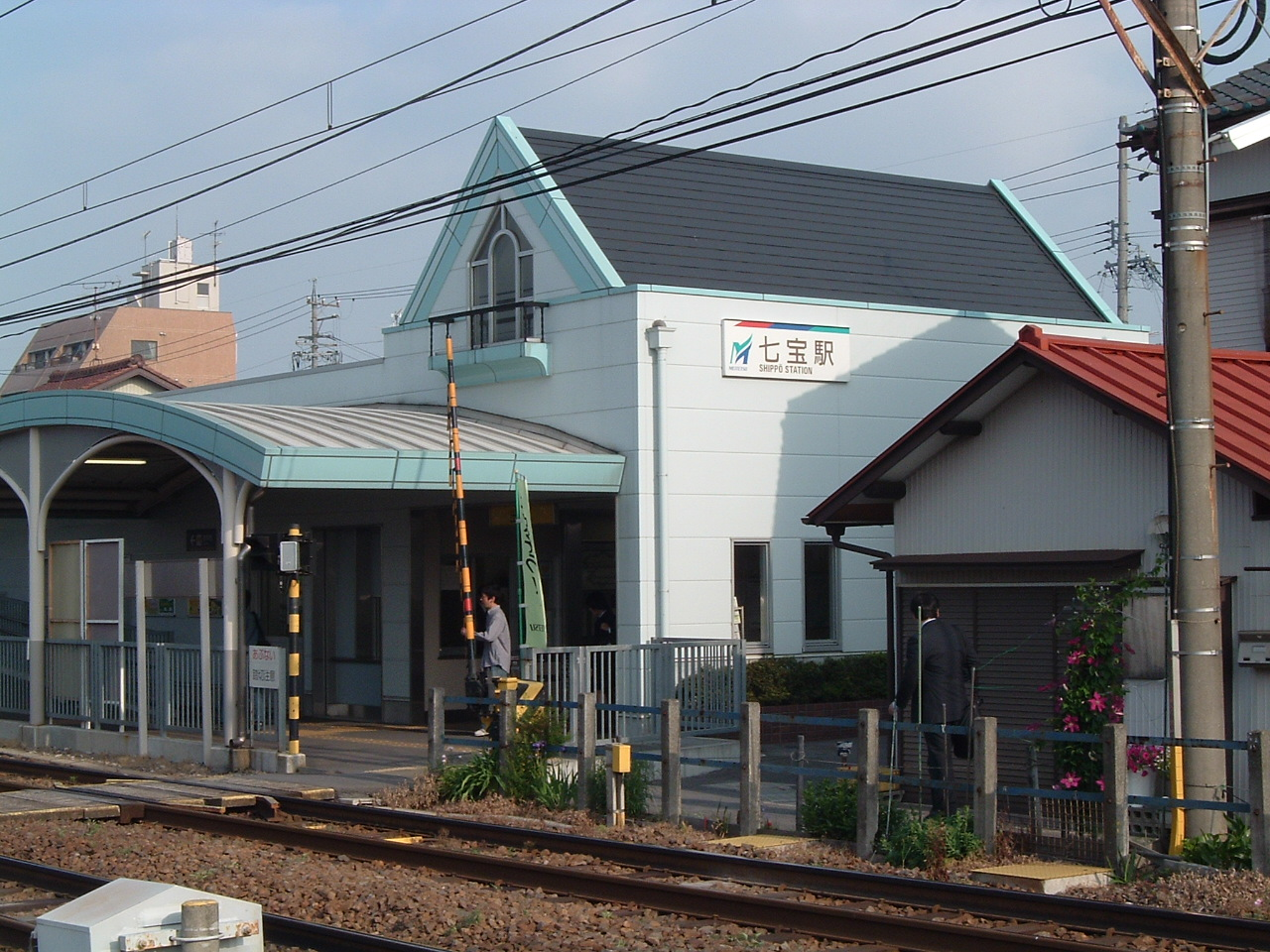
Estação Shippō

A Estação Shippō (七宝駅, Shippō-eki) é uma estação férrea japonesa localizada em Ama, província de Aichi. É operada pela Meitetsu.
A estação foi inaugurada em 23 de Janeiro de 1914.

## Linhas
- Meitetsu
  - Linha Tsushima

## Plataformas
- 1     ■  Linha Tsushima   Para Tsushima e Yatomi

- 2     ■  Linha Tsushima   Para  Sukaguchi, Meitetsu Nagoya, Higashi-Okazaki e Ōtagawa